# Phaonia palpata
Phaonia palpata är en tvåvingeart som först beskrevs av Stein 1897.  Phaonia palpata ingår i släktet Phaonia och familjen husflugor. Arten är reproducerande i Sverige. Inga underarter finns listade i Catalogue of Life.

## Bildgalleri

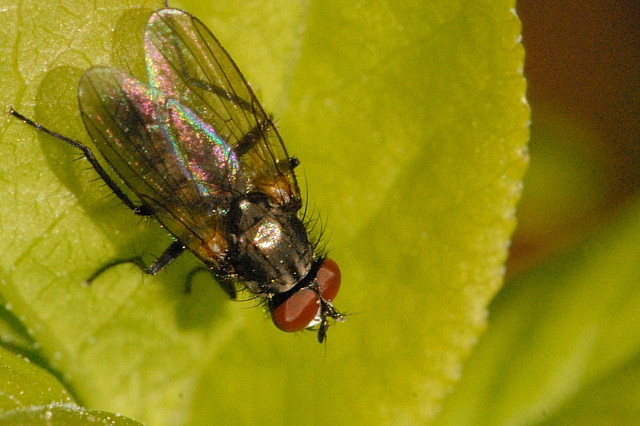
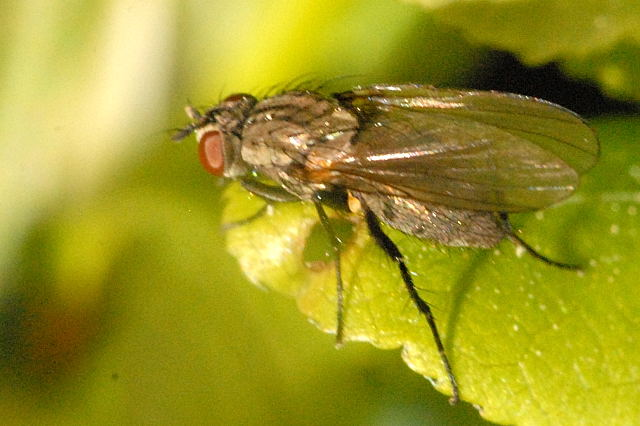
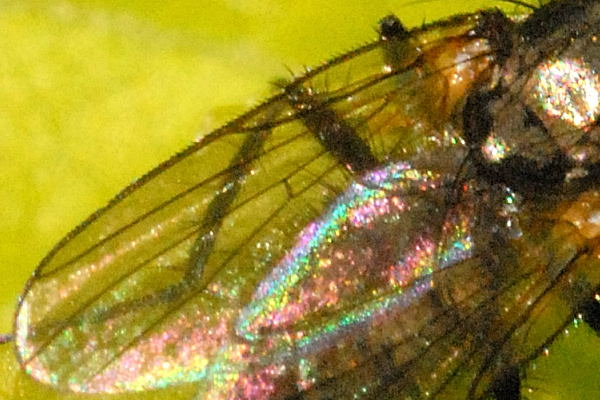